# 문목황후
문목황후 왕씨(文穆皇后 王氏, 428년 ~ 464년)는 남조 송나라 제5대 황제 효무제의 황후로 전폐제 유자업의 어머니이다. 이름은 헌원(憲嫄)이다.

## 생애
왕헌원은 동진 간문제 사마욱(司馬昱)의 딸 파양공주의 손녀이며 어머니는 송 무제 유유(劉裕)의 딸 여흥장공주 유영남이다. 오빠 왕조는 외숙부인 문제 유의륭(劉義隆)의 딸 유영애와 결혼했다. 이처럼 왕헌원은 친가와 외가 양쪽으로 왕실과 인연이 깊은 집안 출신이었다. 왕헌원은 443년 16세의 나이로 유준과 결혼했고 2남 4녀를 두었다. 453년 유준은 아버지를 죽이고 제위를 찬탈한 큰형 유소를 주살하고 황제가 되었다. 왕헌원 또한 황후로 봉해졌지만 유준은 사촌누이의 성(姓)을 은씨로 바꾸어 억지로 입궁시키는 등 주색에 빠져 지냈고 왕헌원은 38세의 나이로 남편과 같은 해에 죽었다.

## 가족& 자녀
- 동진 간문제 사마욱(司馬昱)
  - 할머니:파양공주(동진 간문제의 딸)
- 외할아버지: 송 무제 유유(劉裕)
  - 어머니:여흥장공주 유영남
    - 유자업
    - 예장왕(豫章王) 유자상
    - 산음공주(山陰公主) 유초옥
    - 임회공주(臨淮公主) 유초패
    - 공주 유초수
    - 강락공주(康樂公主) 유수명

## 참고 문헌
- 샹관핑, 《중국사 열전, 후비 - 황제를 지배한 여인들》, 달과소, 2008

| 대수   | 황제                 | 시호                        | 별칭                                                                            | 성씨(이름)         | 재위기간      | 생몰기간      | 능             |
| ------ | -------------------- | --------------------------- | ------------------------------------------------------------------------------- | ------------------ | ------------- | ------------- | -------------- |
| (추존) | 송 효제 (宋孝帝)     | 효목황후 (孝穆皇后)         |                                                                                 | 조안종(趙安宗)     | (추존)        | 342년 ~ 363년 | 흥녕릉(興寧陵) |
| (추존) | 송 효제 (宋孝帝)     | 효의황후 (孝懿皇后)         | 태황태후(太皇太后) 황태후(皇太后) 송왕태비(宋王太妃) 예장공태부인(豫章公太夫人) | 소문수(蕭文壽)     | (추존)        | 343년 ~ 423년 | 흥녕릉(興寧陵) |
| 제1대  | 송 무제 (宋武帝)     | 무경황후 (武敬皇后)         | 예장공부인(豫章公夫人)                                                          | 장애친(臧愛親)     | (추존)        | 360년 ~ 408년 | 초녕릉(初寧陵) |
| 제1대  | 송 무제 (宋武帝)     | -                           | 영양왕태비(營陽王太妃) 영락황태후(永樂皇太后) 부인(夫人)                        | 장궐(張闕)         | (추존)        | ? ~ 426년     |                |
| 제1대  | 송 무제 (宋武帝)     | 문장황태후 (文章皇太后)     | 첩여(婕妤)                                                                      | 호도안(胡道安)     | (추존)        | 368년 ~ 409년 | 희령릉(熙寧陵) |
| 제2대  | 송 소제 (宋少帝)     | -                           | 폐황후(廢皇后) 영양왕비(營陽王妃) 황태자비(皇太子妃) 해염공주(海鹽公主)         | 사마무영(司馬茂英) | 422년 ~ 424년 | ? ~ 439년     |                |
| 제3대  | 송 문제 (宋文帝)     | 문원황후 (文元皇后)         | 문선황후(文宣皇后) 의도왕비(宜都王妃)                                           | 원제규(袁齊嬀)     | 424년 ~ 440년 | 405년 ~ 440년 | 장녕릉(長寧陵) |
| 제3대  | 송 문제 (宋文帝)     | 효무소황태후 (孝武昭皇太后) | 태황태후(太皇太后) 숭헌황태후(崇憲皇太后) 숙원(淑媛)                            | 노혜남(路惠男)     | (추존)        | 412년 ~ 466년 | 수녕릉(脩寧陵) |
| 제3대  | 송 문제 (宋文帝)     | 명선황태후 (明宣皇太后)     | 상동국태비(湘東國太妃) 첩여(婕妤)                                               | 심용희(沈容姬)     | (추존)        | 414년 ~ 453년 | 숭녕릉(崇寧陵) |
| 제4대  | 송 원흉 (宋元兇)     | -                           | 폐황후(廢皇后) 황태자비(皇太子妃)                                               | 은옥영(殷玉英)     | 453년         | ? ~ 453년     |                |
| 제5대  | 송 효무제 (宋孝武帝) | 문목황후 (文穆皇后)         | 영훈황태후(永訓皇太后) 무릉왕비(武陵王妃)                                       | 왕헌원(王憲嫄)     | 453년 ~ 464년 | 428년 ~ 464년 | 경녕릉(景寧陵) |
| 제5대  | 송 효무제 (宋孝武帝) | -                           | 의가황태후(義嘉皇太后) 진안왕태비(晉安王太妃) 숙원(淑媛)                        | 진씨(陳氏)         | (추존)        | ? ~ 466년     |                |
| 제6대  | 송 전폐제 (宋前廢帝) | 헌황후 (獻皇后)             | 헌비(獻妃) 황태자비(皇太子妃)                                                   | 하영완(何令婉)     | (추존)        | 445년 ~ 461년 |                |
| 제6대  | 송 전폐제 (宋前廢帝) | -                           | 폐황후(廢皇后)                                                                  | 노완영(路浣英)     | 464년 ~ 465년 |               |                |
| 제7대  | 송 명제 (宋明帝)     | 명공황후 (明恭皇后)         | 여음왕태비(汝陰王太妃) 장훈황태후(弘訓皇太后) 상동왕비(湘東王妃)                | 왕정풍(王貞風)     | 465년 ~ 472년 | 436년 ~ 479년 | 고령릉(高寧陵) |
| 제8대  | 송 후폐제 (宋後廢帝) | -                           | 폐황후(廢皇后) 창오왕비(蒼梧王妃) 황태자비(皇太子妃)                            | 강간규(江簡珪)     | 472년 ~ 477년 |               |                |
| 제9대  | 송 순제 (宋順帝)     | -                           | 여음왕비(汝陰王妃)                                                              | 사범경(謝梵境)     | 477년 ~ 479년 |               |                |